# Roman Bezjak
Roman Bezjak (Slovenj Gradec, 21 febbraio 1989) è un calciatore sloveno, attaccante del Wies.

## Caratteristiche tecniche
È un centravanti che può essere schierato come ala su entrambe le fasce.

## Palmarès

### Club

#### Competizioni nazionali
- Campionato bulgaro: 3

Ludogorec: 2012-2013, 2013-2014, 2014-2015
- Coppa di Bulgaria: 1

Ludogorec: 2013-2014
- Supercoppa di Bulgaria: 1

Ludogorec: 2014
- Coppa di Croazia: 1

Rijeka: 2016-2017
- Campionato cipriota: 1

APOEL: 2018-2019
- Supercoppa di Cipro: 1

APOEL: 2019